# Junkers Ju 390

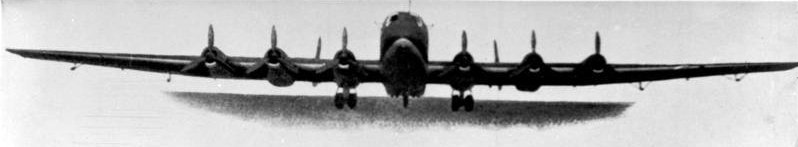
Junkers Ju 390

Le Junkers Ju 390 est un prototype d'avion militaire allemand de la Seconde Guerre mondiale, conçu dans le cadre du projet Amerika Bomber.

## Conception
Le Junkers Ju 390 fut créé afin de bombarder les États-Unis, dans le cadre du projet Amerika Bomber. Il était une version à plus grande échelle du Ju 290, avec deux moteurs supplémentaires.
Le prototype V1 fait son premier vol le 20 octobre 1943 à Merseburg. Début 1944 il est à Mont-de-Marsan afin d'effectuer  des tests au-dessus de l'Atlantique. Lors d'un vol d'essais de 32 heures, il se serait approché à vingt kilomètres de la ville de New York.
À la mi-1944 le projet de bombarder les États-Unis est abandonné, alors qu'un deuxième prototype (V2) semble avoir été terminé.
C'est tout ce qu'on sait de probable sur le parcours du Ju 390, car selon d'autres sources,, différentes quant à l'historique des appareils, les prototypes furent un avion de transport et un avion de reconnaissance, avec ensuite seulement le projet d'un bombardier lourd :
- le V1 (transport) pouvant transporter près de 10 tonnes de fret sur plus de 8 000 km de distance ;
- le V2 (reconnaissance) équipé d'un radar FuG 200 Hohentwiel, aurait volé en octobre 1943[4], avait une endurance exceptionnelle de 32 heures et put s'approcher en vue des côtes américaines ;
- le V3 (bombardement) resta à l'état de projet. Il aurait dû transporter 8 000 kg de bombes ou missiles divers, et être  armé de huit canons de 20 mm et de huit mitrailleuses de 13 mm.